# Countdown (canción)
«Countdown» es un sencillo de la cantante de R&B Beyoncé de su cuarto álbum de estudio 4.
Está escrita por Terius Nash, Shea Taylor, Knowles, Ester Dean, Cainon Lamb, Julie Frost, Michael Bivins, Nathan Morris y Wanya Morris.
La canción fue lanzada en el mercado estadounidense el 4 de octubre de 2011 siendo el tercer sencillo del álbum.
Los críticos clasificaron a «Countdown», como una canción multi-género y elogió a la toma de muestras de cuenta atrás de "Uhh Ahh" de Boyz II Men. Que lo compararon con sencillos de esta como fueron Dangerously in Love (2003) y B'Day (2006)

## Antecedentes

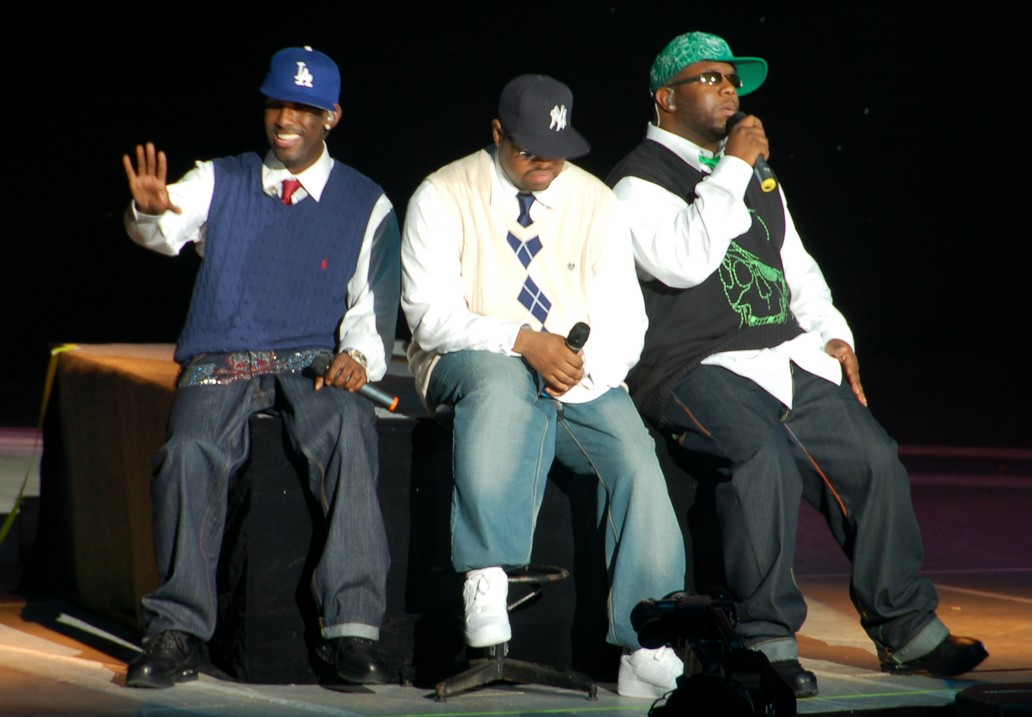
"Countdown" ejemplos de "Uhh Ahh" de Boyz II Men (en la foto) que fueron los primeros en incluir Destiny 's Child en la gira como un acto de apertura.

«Countdown» fue escrita por Terius Nash, Shea Taylor, Knowles, Ester Dean, Cainon Lamb, Julie Frost, Michael Bivins, Nathan Morris y Wanya Morris, producida por ella Lamb y Tylor, Michael Bivins, Nathan Morris y Wanya Morris tuvieron créditos en "Countdown" por su ejemplo en la canción de los Boyz II Menen 1991, llamada "Uhh Ahh".
Se ofreció Una fiesta privada para escuchar el álbum de Knowles como su cuarto trabajo de estudio se llevó a cabo el 12 de mayo de 2011 a las oficinas de Sony en la ciudad de Nueva York. Knowles ofreció a un selecto grupo de fanes un adelanto de cinco canciones de su cuarto álbum de estudio, así como el video oficial del primer sencillo "Run the World (Girls)". En esa ocasión, «Countdown».
El 7 de junio de 2011, tanto "Party" y "Countdown" se filtró en Internet, seguido por el álbum entero, tres semanas antes de su fecha de lanzamiento oficial, el 28 de junio de 2011 Esto fue seguido por avisos de cese y desista del equipo de Knowles legal, que obligó a los sitios de medios múltiples para eliminar los enlaces de descarga de las canciones. A partir del 16 de junio hasta 27 de junio de 2011, las canciones de 4 estaban disponibles para escuchar en su totalidad cada día en el sitio web oficial de Knowles, junto con la foto que acompaña este se extendió desde el empaque del álbum y una cotización detallada. El 24 de junio de 2011, "Countdown", fue la novena canción para ser elegida. La cita encontró que Knowles y la elaboración de la inspiración de la canción:. "Me gustó mucho la mezcla de los años 90 con los 70s me puse los dos juntos y fue muy divertido poner los puentes de nuevo en las canciones, todas las cosas en la música que me encanta que me siento sólo quiero volver a escuchar. "También se refirió a "Countdown", como "muy experimental". En cuanto al desarrollo de "Countdown" y la razón para el uso de la muestra, Knowles dijo:

Yo quería hacer algo refrescante y diferente, así que los géneros mixtos quienes se inspiraron en las giras, viajar, ver bandas de rock, y asistir a fiestas ... yo era como una científica loca, poniendo un montón de canciones diferentes entre sí. Boyz II Men fueron los primeros en poner a Destiny's Child en su gira. Nos mostraron cómo tratar a un acto de apertura y nunca voy a olvidar eso. Eso fue hace 15 años! Wow, ¡15 años! Soy vieja

En una entrevista con Leslie Moore en Tumblr, Cainon Lamb recordó cómo comenzó a trabajar en la muestra de los Boyz II Men y como su trabajo llegó a Knowles. Él dijo que él comenzó a trabajar en "Countdown" durante la noche anterior a los BET Awards 2010. Él estaba en el estudio, escuchando la canción de Boyz II Men, "Uhh Ahh". Él comentó: "[Esto] se inicia con una cuenta atrás de '10, 9, 8, 7, 6, 5, 4, 3, 2, 1 Wow, eso podría ser algo igual la cuenta atrás" Así que pensé". Una vez que la cuenta atrás estaba en el equipo, que aumentó ligeramente el ritmo al que se jugaba, añadió algunos toques de tambor redoblante a él, y comenzó el ritmo. Después de eso, envió la canción a su editor, EMI Music. Este último quedó impresionado con el instrumental y continuó diciendo:. "Tuve una reunión esta mañana con Beyoncé y he jugado un par de canciones que yo tenía y ella no era realmente lo sentía Cuando yo jugaba al ritmo que tú me enviaste, que Había que ver cómo se volvió loca! comenzó a bailar y rebotando hacia arriba y hacia abajo y solo haciendo todo tipo de cosas. le encantaba ese ritmo! "a petición de su editor, Lamb hizo" una versión femenina de la parte de atrás ". Terius Nash escribió los versos y dos días después, Knowles fue al estudio y la grabamos.
En una entrevista con Jocelyn Vena de MTV News, los miembros de Boyz II Men, dijo que se sorprendieron de que Knowles decidió usar su canción en "Countdown" a pesar de que la he conocido por mucho tiempo. Wanya Morris creía que se trataba de un "inteligente" movimiento y agregó que "[él] [guess Boyz II Men] se puede decir [que] finalmente [su] dueto con Beyoncé." Nathan Morris con más detalle, consiguiendo filosófica sobre la carrera de "Destiny 's Child" :

No era algo que esperábamos, pero sí tener un poco de una relación. Un montón de gente realmente no sabe que cuando tenía Destiny 's Child, la primera vez que se fue de gira que se abrió para nosotros por un tiempo bastante largo. Y lo mejor de nosotros para cuidar de ellos y asegurarse de que todo era bueno. Y en aquel entonces eran increíbles. Aunque hace mucho tiempo que sabía que Beyoncé se destacó del resto. Todos vimos que iba a terminar haciendo lo suyo. Hay una conexión, y al final del día, no sabía que ella usaría ese registro. Juego juego de los aspectos, creo que lo llamaría

El 22 de septiembre de 2011, Columbia Records publicó la portada de "Countdown" en la página web oficial de KZII-FM, más comúnmente conocido como "Kiss FM 102.5". Fue la misma fotografía extendido para "Countdown" en las notas del álbum el 4 y fue tomada por el fotógrafo alemán Ellen von Unwerth.Released como el tercer single de 4, "Countdown", incidió tanto CHR / Top 40 y las radios Rítmica el 4 de octubre de 2011 en los Estados Unidos

## Composición

### Estructura de la canción y presentación lírica
A lo largo de la canción, Knowles canta con "una actitud descarada", el establecimiento de un "tono futurista", como dice Jocelyn Vena. De acuerdo con Dombal, "Countdown" se encuentra a Knowles como la protagonista femenina la entrega de su "mensaje de diez años de lealtad" a su interés amoroso. Jody Rosen de Rolling Stone,  describe como "Countdown", es un "romance monógama", ha añadido que se trata de una canción de amor que es "no menos atractiva por ser fiel a la vida sin pestañear", y Jocelyn Vena de MTV News, escribió que la canción es "Todo sobre el rapto de amor verdadero". Comenzando con un reggae-ish golpe, cornetas y tambores, Knowles comienza a cantar las líneas introductorias, que también sirve de las líneas de pre-coro:

Oh, killing me softly and I'm still falling / Still the one I need, I will always be with you / Oh, you got me all gone, don't ever let me go / Say it real loud if you fly / If you leave me you're out of your mind",followed by the chorus lines, which is a literal count backwards where Knowles counts down the ways in which she loves her man, "My baby is a ten / We dressing to the nine / He pick me up at eight / Make me feel so lucky seven / He kiss me in his six / We be making love in five / Still the one I do this four / I’m trying to make a three / From that two / He still the one 

Como ha dicho Adam Markovitz de Entertainment Weekly, el primer verso de "Countdown" también contiene "inducir a la alegría, que no son letras", como "Yo y mi Boof, y mi caballo Boof Boof". Además, Knowles le canta a su interés por el amor que debe sentirse afortunado "de tener su moler en él." En el segundo verso, Knowles continúa jactándose de todas las formas de su hombre tiene la suerte de contar con ella, felizmente declarar su devoción a él, y celebra su "relación madura", como dice Spence, D. del IGN. Hacia el final del verso, las referencias Knowles a los Houston Rockets en la letra.

## Tabla de rendimiento
Vendió 14.897 descargas digitales, "Countdown" se estrenó en el número 40 en la Tabla de Corea del Sur Singles Gaon Internacional para la semana que finalizó el 2 de julio de 2011, a raíz de la liberación de 4. Antes de que se lanzó un sencillo en los Estados Unidos, que debutó en el número 75 en el R EE. UU. Hot & B / Hip-Hop tema chart canciones de 2 de julio de 2011. La canción también llegó al número 12 en el Bubbling EE. UU. bajo el tema Hot 100 Singles chart fecha 16 de julio de 2011. Para la semana que finalizó el 29 de octubre de 2011, "Countdown" fue el Hot Shot Debut en los EE. UU. Hot Dance Club Songs chart. También debutó en el número 85 en los Billboard Hot 100 de EE. UU.
A la semana siguiente, se trasladó al número 77. Para la semana que finalizó el 19 de noviembre de 2011, la canción debutó en el número 38 en las canciones pop estadounidense chart "Countdown" alcanzó el número uno en el Hot Dance Club Songs gráfico para la semana que finalizó el 24 de diciembre de 2011, convirtiéndose en la canción en la 17.º canción de Beyoncé alta en ese chart.
Aunque no es oficialmente lanzado en el Reino Unido, "Countdown" debutó en el número 171 en la lista de singles del Reino Unido el 9 de octubre de 2011, y se trasladó al número 77 la semana siguiente. Se pasó de 47 a 22 el número el número en la Tabla R & B del Reino Unido el 16 de octubre de 2011. La canción se trasladó al número 49 en la lista de singles del Reino Unido y al número 13 en las listas del Reino Unido de R & B la semana siguiente. El 6 de noviembre de 2011, "Countdown" alcanzó el puesto número 35 en la lista de singles del Reino Unido y en el número nueve en el Reino Unido Chart de R & B

## Recepción de la crítica

### Comentarios

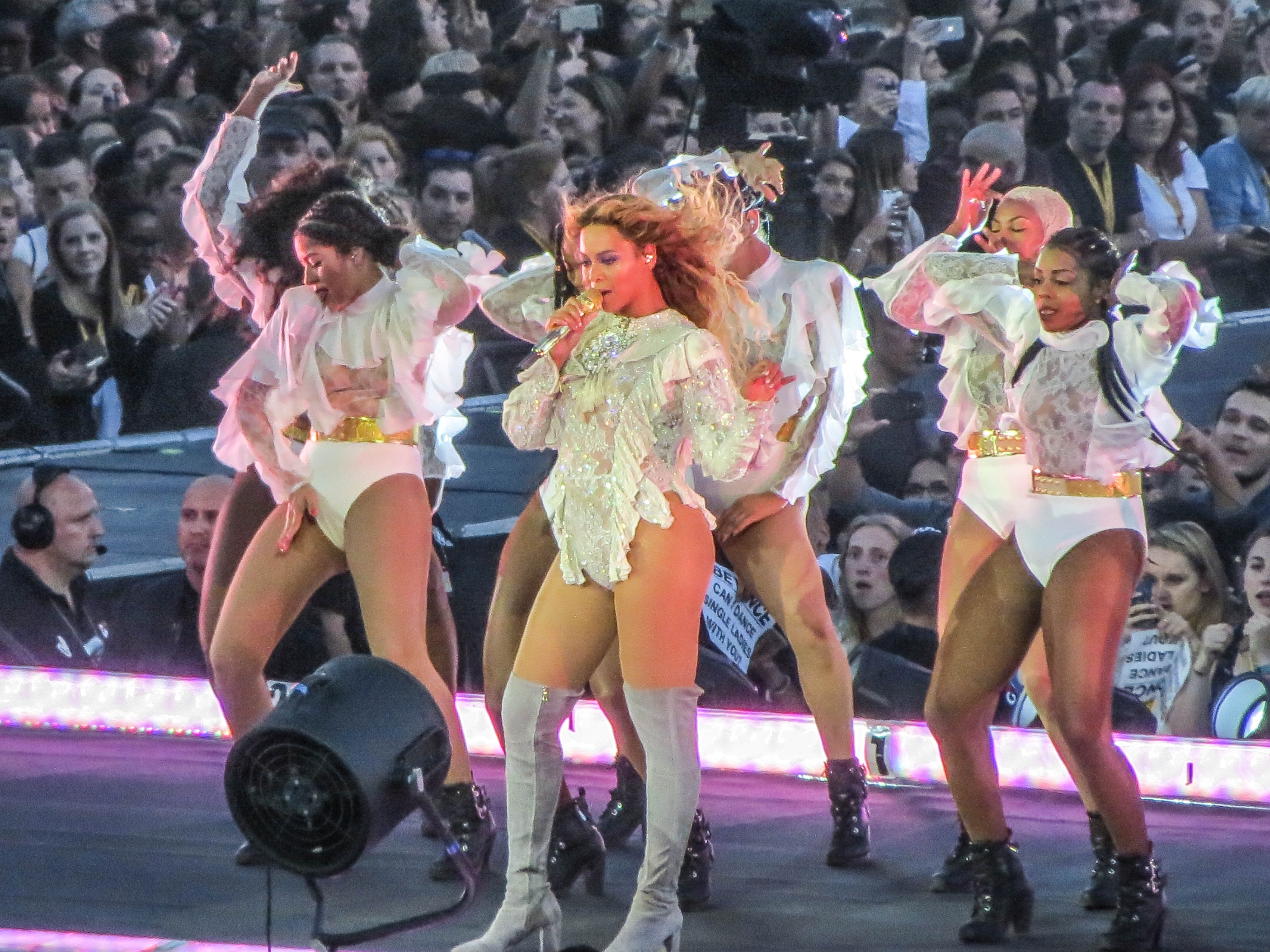
Knowles interpretando "Countdown" durante The Formation World Tour.

"Countdown", recibió la aclamación de los críticos en general, la mayoría de los cuales encontraron que una reminiscencia de las liberaciones anteriores de Knowles como Dangerously in Love (2003), B'Day (2006), entre otros, sin embargo, con un mayor nivel de madurez de Knowles. Adán Markovitz de Entertainment Weekly escribió que "como era de esperar, Beyoncé se encuentra en su mejor momento cuando ella suena como a nadie más que a sí misma." Ella también elogió Knowles para "tener [iendo] de su vestido que enloquece de confianza de las bolas de naftalina" para "Countdown". Teniendo en cuenta la colocación de pista de la canción 4 Thomas Conner, del Chicago Sun-Times elogió "Countdown" para recoger las cosas y de hacer de 4 para que comenzará a moverse hacia el final. Él describió la canción como "toda velocidad en un club étnica". John Mitchell de MTV News, llamó a "Countdownref name="spence">Tao, Conrad (24 de junio de 2011). «Review of Beyoncé – 4». Sputnikmusic. Jeremy Ferwerda. Consultado el 18 de agosto de 2011.</ref>" la mejor pista de 4, por escrito que es imposible resistir, mientras que Jocelyn Vena de la publicación del mismo nombre "Countdown", la canción más sorprendente en el álbum. Conrad Tao de la Sputnikmusic encontró que "Countdown" era uno de los cortes irresistibles uptempo ON4 y añadió que hace "uso especial éxito de su homónimo", así como sus influencias dancehall. Corner Digital Spy Lewis dio a la canción de cuatro estrellas de cinco años y escribió que "la combinación de pop-estrellato y la vida doméstica" es sólo uno de los talentos de sus muchos Knowles en la canción. Ricky Schweitzer de la una y media de BPM también mostró favorism alta para "Countdown", escribiendo:

Así se habla mucho de ritmo y la expectativa no debe eclipsar el triunfo más grande que 4 tiene que ofrecer: la progresión. Después de 4 amenazara con convertirse en jarabe, 'Love on Top', viene a PEP el estado de ánimo antes de estallar en 'Countdown', posiblemente la canción más experimental que Beyoncé ha estado siempre una parte de ella. El cable de salida para el verso tiene una progresión tonal que no se puede seguir con pereza y las voces establecidas en la parte superior de una pieza tan audaz de la composición son hábiles y segura. El sintetizador minimalista que aparece a continuación puede sonar un poco familiar, pero aunque sólo sea por unas pocas medidas, Beyoncé está en contacto con un nuevo camino

### Reconocimiento
Carlos Aarón de la revista Spin colocó "Countdown" en el número dos en su lista de las 20 mejores canciones de 2011, escribió: "'Countdown' es throwdown gangsta de Beyoncé como artista, golpes y la molienda y los saltos y el patinaje y la caricia y catcalling y teniendo testigo de todo el ritmo como nadie ya MJ [Michael Jackson] -. punto final las explosiones de bronce afro, el sintetizador boop boop minimalista, el jazz de Boyz II Men desglose, la astucia sincopado de regreso a la delantera Una obra maestra, con las piernas de. día ". Rolling Stone clasificó la canción en el número ocho en la lista de los mejores escoge a 50 de 2011, escrito que es una canción de amor triunfante ", untado en salsa de locos, banda de marcha, batería, contando hacia atrás coristas, bocinas", y alabando su gancho. Consecuencia del personal de sonido colocó "Cuenta atrás" en el número cuatro en su lista de los 50 mejores canciones de 2011 y escribió: "En este momento de su carrera excepcional, Beyoncé ha trascendido los límites tradicionales de la diva del pop de estado ... Queen B ha construido un imperio de canciones de amor y homenajes a su boo (s), pero ninguno, ya sea en este álbum o tres de la anterior, salen con la misma facilidad y profundamente como lo hacen aquí. Nos atrevemos a nadie a resistir a caer bajo el hechizo del coro , ... el sing-Along-capacidad, el carácter grandilocuente, y el ritmo ... tened por la forma que desee, este número es una joya que brilla en bangin Beyoncé [g] catálogo. "Los críticos de The Guardian, Michael Cragg, Caspar Llewellyn Smith y Rowe Sian colocado "Countdown" en los números uno, cuatro y cinco en las listas de las 10 mejores canciones de 2011. Los miembros del personal de Pitchfork Media puso la canción en el número siete en su lista de Las 100 mejores canciones de 2011, escribió:

Esta canción es una virtuosa actuación de la cantante y los productores por igual, por lo vertiginoso con la emoción de tener a alguien que tiene la espalda que no se pueden quedar quietos. Los cambios de tempo son como un amante herido tratando de calmarse sólo para empezar a parlotear sobre lo maravilloso que es todo lo que de nuevo un momento después. "Countdown" no se puede dejar de girar a cabo nuevas ideas musicales cada pocos segundos, porque tal vez este riff de sintetizador Zinging o esta loco crescendo percusión orquestal le ayudará a captar la sensación, también. Beyoncé sin aliento a través de ciclos de todos los trucos vocales a su disposición, a partir de coro de la iglesia ulular de una feroz rápido rap, y de alguna manera es a la vez abrumadora e infecciosas, que viene como el disco más emocional que afecta a los efectos de sonido que se haya registrado

## Uso en los medios de comunicación

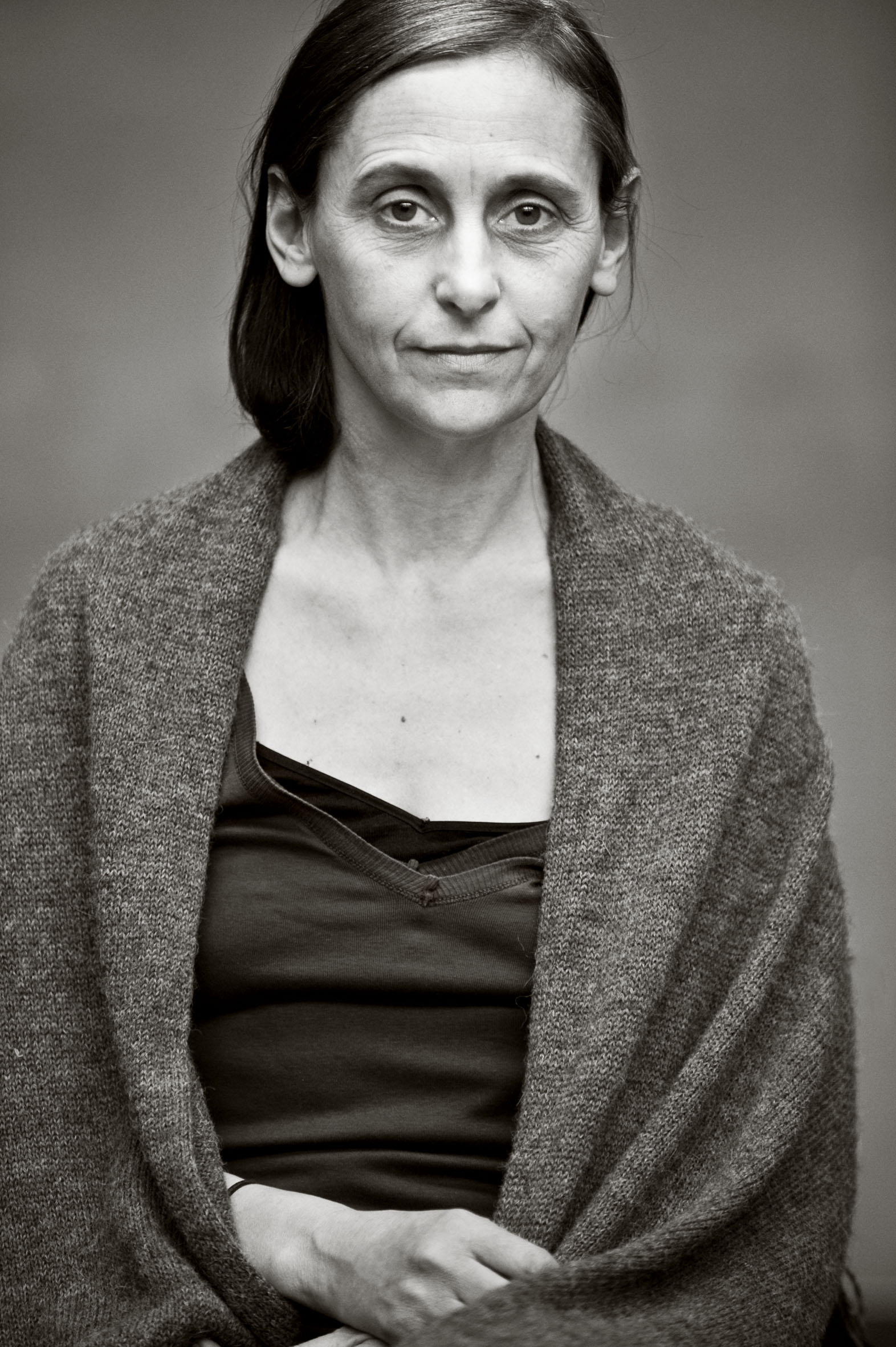
Muchas escenas y coreografías del video son similares a Achterland y Rosas Rosas danst de la coreógrafa Anne Teresa De Keersmaeker y afirma que countdown muestra sus escenas libremente, pero que no se siente ni honrada ni ofendida.

Knowles apareció en Entertainment Tonight el 16 de junio de 2011 para promover la exclusiva al objetivo edición de lujo de 4, y dio a los aficionados una vista previa de su anuncio de televisión. El comercial de 30 segundos, que cuenta con "1 +1" y "Countdown" sonando de fondo, comenzó a transmitirse en los Estados Unidos el 24 de junio de 2011. En agosto de 2011, "Countdown" fue utilizado en un anuncio publicitario para las vistas previas de caídas de CBS de la serie de televisión.

## Video musical
El video comienza con un primer plano de la cara de Knowles con un peinado similar a la modelo Twiggy. A continuación el vídeo muestra imágenes de Knowles moviendo los brazos como un reloj y usando una camiseta negra que va desde el cuello, media blancas y pantalón negro. Escenas similares a la película de 1957 Funny Face. Luego Knowles aparece con un sombrero negro con rayas blancas, con vestido de baño que cambia de color a igual que el fondo cada vez que mueve los hombros, similar a Vogue sesiones de fotos En esta escena es menos visible su embarazo. El clip corta rápidamente la secuencia de traje de baño a los de Knowles en un espacio de audición similar a la película de 1980 Fama. La secuencia incluye movimientos de la coreografía de Knowles y sus bailarines, una referencia al musical de 1961 West Side Story.
Más adelante aparece en una escena que cuenta con 10 diferentes encarnaciones de sí misma en un espacio tipo loft, y Knowles con amor se frota la panza. De acuerdo a MTV Noticias, esta es la "escena clave", donde Knowles pone en perspectiva que está embarazada. Knowles aparece ahora en un salón junto a una puerta haciendo referencia Bridget Bardot, donde viste una camisa de hombre con el pelo adelante estilo bufanda y las bailarinas detrás de ella bailando. Hace referencia a su película Dreamgirls más concretamente, la inspiración de este último siendo Diana Ross, durante algunas escenas breves, Knowles lleva un corto y brillante vestido con un peinado bob. El video termina con Knowles y sus bailarinas sentadas en un salón y haciendo una breve coreografía y luego su rostro sonriendo.

## Tracklisting
- Descarga Digital[50]

1. "Countdown" – 3:32
2. "Countdown" (RedTop Radio Edit – Clean) – 3:57

- Descarga Digital – Remixes EP[51]

1. "Countdown" – 3:31
2. "Countdown" (Reggae Rewind Remix) – 4:04
3. "Countdown" (Olli Collins & Fred Portelli Remix) – 6:10
4. "Countdown" (Jack Beats Remix) – 4:03
5. "Countdown" (Single Version) [Music Video] – 3:32

## Personal
| - Beyoncé Knowles – Vocalista, productora, escritorar - Alex Asher – trombóns - Michael Bivins – escritor - Ester Dean – escritor - Julie Frost – escritor - Cole-Kamen Green – trompeta - Serban Ghenea – mixer - John Hanes – mix - Ryan Kelly – asistente - Lamb – coproductor, escritor - Nathan Morris –escritor | - Wanya Morris – escritor - Terius "The-Dream" Nash – escritor - Phil Seaford – asistente - Drew Sayers – saxo - Shea Taylor – productcion - Nick Videen – tenor saxo - Pete Wolford – asistente - Josiah Woodson – trompeta - Jordan "DJ Swivel" Young – recorder |

## Posicionamientos en tablas
| Chart (2011–12)                      | Peak position |
| ------------------------------------ | ------------- |
| Austrian Singles Chart               | 65            |
| Belgian Tip Chart (Flanders)         | 14            |
| Brazilian Hot 100 Airplay            | 33            |
| Canadian Hot 100                     | 62            |
| Deutsche Black Charts                | 1             |
| Dutch Tip Chart                      | 12            |
| Japan Hot 100                        | 87            |
| Irish Singles Chart                  | 45            |
| South Korea Gaon International Chart | 40            |
| UK R&B Chart                         | 9             |
| UK Singles Chart                     | 35            |
| US Billboard Hot 100                 | 71            |
| US Hot Dance Club Songs              | 1             |
| US Hot R&B/Hip-Hop Songs             | 12            |
| US Pop Songs                         | 36            |

## Historial de lanzamientos
| País           | Fecha                   | Formato                       |
| -------------- | ----------------------- | ----------------------------- |
| Estados Unidos | 4 de octubre de 2011    | Mainstream and rhythmic radio |
| Belgium        | 21 de octubre de 2011   | Digital download              |
| Luxemburgo     | 21 de octubre de 2011   | Digital download              |
| Alemania       | 25 de noviembre de 2011 | Digital download              |
| Suecia         | 25 de noviembre de 2011 | Digital download              |
| Suiza          | 25 de noviembre de 2011 | Digital download              |
| Austria        | 25 de noviembre de 2011 | Remixes EP                    |
| Alemania       | 25 de noviembre de 2011 | Remixes EP                    |
| Suiza          | 25 de noviembre de 2011 | Remixes EP                    |